# وادفراداد یکم

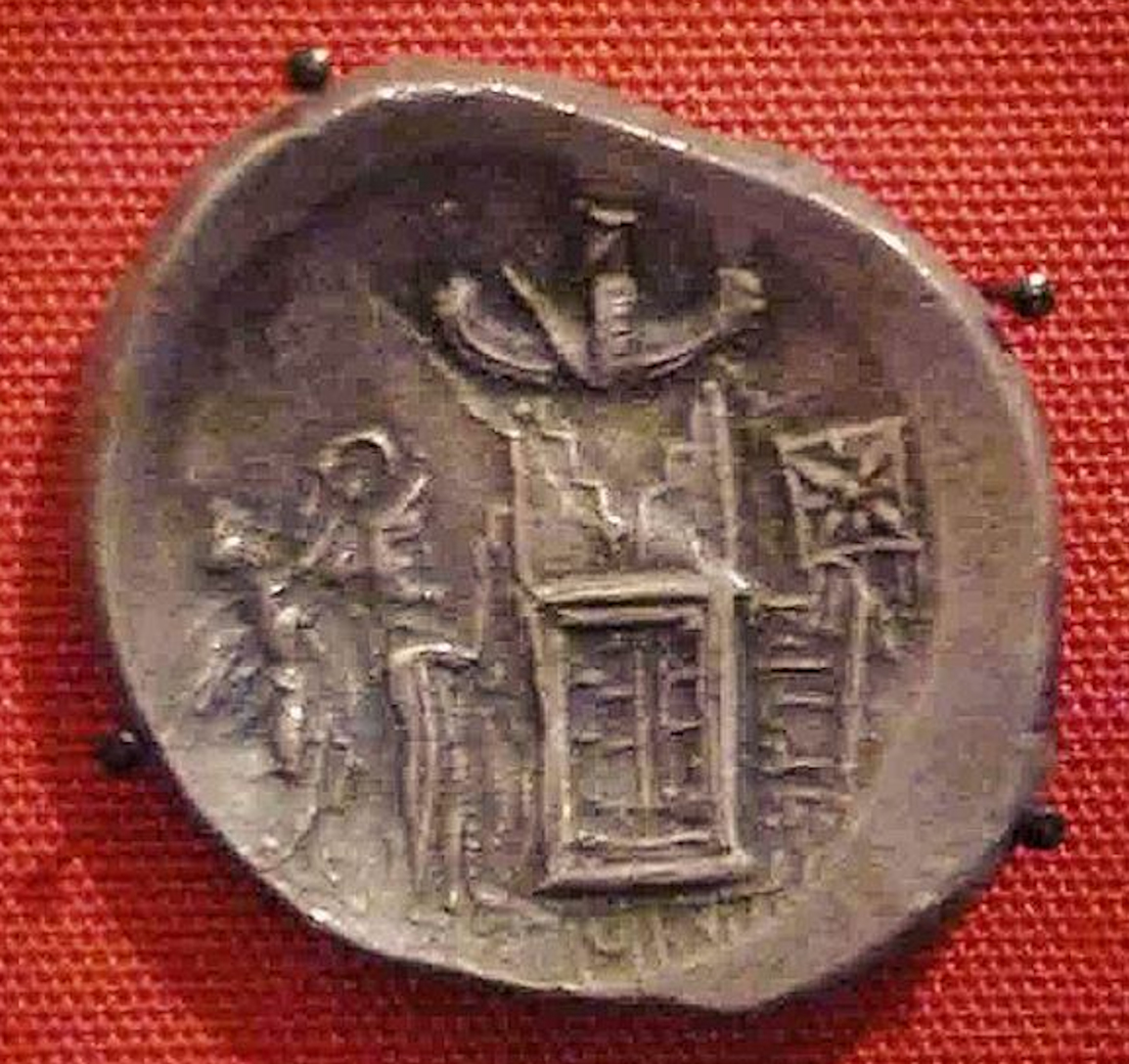
تترادراخم نقره وادفرداد I. یک نیکه با یک گل پیروزی در پشت پادشاه دیده می‌شود.

وادفرداد یکم، ساتراپ پارس و عضو سلسله فرترکه‌ها بود. وی فرزند وهبرز و نوه بغداد یکم بود.
نام وادافراداد به صورت های وه دات فرّه دات به چم (معنی) بهترین افریده ی نیروی برتر آمده است و به شکل اتوفرادات نیز این نام ثبت شده است.

به‌طور کلی، حاکمان فرترکه بعنوان حاکمانی استقلال طلب و مخالف سلوکیان شناخته می‌شوند اگرچه این خود سلوکی‌ها بودند که آن‌ها را به رهبری ساتراپی پارس انتخاب کردند. وادفرداد در اواسط قرن ۲ پیش از میلاد اعلام استقلال کرد، این در زمانی اتفاق می‌افتاد که قدرت سلوکی‌ها در مناطق جنوب غربی ایران و خلیج فارس کاهش یافته بود.